# Vanneaugobius
Vanneaugobius is een geslacht van straalvinnige vissen uit de familie van grondels (Gobiidae). Het geslacht is voor het eerst wetenschappelijk beschreven in 1978 door Brownell.

## Soorten
- Vanneaugobius canariensis Van Tassell, Miller & Brito, 1988
- Vanneaugobius dollfusi Brownell, 1978
- Vanneaugobius pruvoti (Fage, 1907)